# Oppelstrup
Oppelstrup er en landsby i det nordlige Himmerland med 62 indbyggere (2008). Oppelstrup er beliggende to kilometer nordvest for Gunderup, tre kilometer sydøst for Nøvling og 14 kilometer syd for Aalborg. Landsbyen hører under Aalborg Kommune og er beliggende i Gunderup Sogn.
Oppelstrup ligger tilbagetrukket fra landevejen mellem Nøvling og Gunderup, og har et langstraktforløb i en af morænelandskabets dybe dale. Den gennemgående vej samt øvrige veje i byen er meget smalle og snoede, og kun den gennemgående vej er asfalteret. Landsby består overvejende af velholdte og renoverede tidligere husmandssteder og småhuse. Bebyggelsen
rummer adskillige bevaringsværdige enkeltbygninger. Bebyggelsens midtpunkt er et afgræsset grønt areal med to mindre søer og smukke gamle træer. De afgræssede grønne arealer omkring branddammene udgør et karakterfuldt
omdrejningspunkt for landsbyen.